# Masters of Formula 3 2008

De RTL GP Masters of Formula 3 2008 is de achttiende editie van de Masters of Formula 3. De race, waarin Formule 3 teams uit verschillende Europese kampioenschappen tegen elkaar uitkomen, werd verreden op 10 augustus 2008 op het Circuit Zolder. Het was de tweede maal in de geschiedenis dat de race niet werd verreden op het Circuit Park Zandvoort.
De race werd gewonnen door Jules Bianchi. Zijn teamgenoten Nico Hülkenberg en Jon Lancaster maakten het podium compleet.

## Inschrijvingen
| Team                       | No | Rijder               | Chassis | Motor      | Kampioenschap           |
| -------------------------- | -- | -------------------- | ------- | ---------- | ----------------------- |
| ART Grand Prix             | 1  | Nico Hülkenberg      | Dallara | Mercedes   | Formule 3 Euroseries    |
| ART Grand Prix             | 2  | James Jakes          | Dallara | Mercedes   | Formule 3 Euroseries    |
| ART Grand Prix             | 3  | Jon Lancaster        | Dallara | Mercedes   | Formule 3 Euroseries    |
| ART Grand Prix             | 4  | Jules Bianchi        | Dallara | Mercedes   | Formule 3 Euroseries    |
| Signature-Plus             | 5  | Franck Mailleux      | Dallara | Volkswagen | Formule 3 Euroseries    |
| Signature-Plus             | 6  | Edoardo Mortara      | Dallara | Volkswagen | Formule 3 Euroseries    |
| Signature-Plus             | 7  | Martin Plowman       | Dallara | Volkswagen | Formule 3 Euroseries    |
| Signature-Plus             | 8  | Jean Karl Vernay     | Dallara | Volkswagen | Formule 3 Euroseries    |
| Ultimate Motorsport        | 9  | Michael Devaney      | Mygale  | Mercedes   | Britse Formule 3        |
| Ultimate Motorsport        | 10 | Ricardo Teixeira     | Mygale  | Mercedes   | Britse Formule 3        |
| Ultimate Motorsport        | 11 | Esteban Guerrieri    | Mygale  | Mercedes   | Britse Formule 3        |
| Mücke Motorsport           | 12 | Mika Mäki            | Dallara | Mercedes   | Formule 3 Euroseries    |
| Mücke Motorsport           | 14 | Erik Janiš           | Dallara | Mercedes   | Formule 3 Euroseries    |
| Mücke Motorsport           | 15 | Christian Vietoris   | Dallara | Mercedes   | Formule 3 Euroseries    |
| Hitech Racing              | 16 | Max Chilton          | Dallara | Mercedes   | Britse Formule 3        |
| Hitech Racing              | 17 | Roberto Merhi        | Dallara | Mercedes   | Formule Renault 2.0 WEC |
| Prema Powerteam            | 18 | Dani Clos            | Dallara | Mercedes   | Formule 3 Euroseries    |
| Prema Powerteam            | 19 | Renger van der Zande | Dallara | Mercedes   | Formule 3 Euroseries    |
| Prema Powerteam            | 21 | Stefano Coletti      | Dallara | Mercedes   | Formule 3 Euroseries    |
| Manor Motorsport           | 22 | Koudai Tsukakoshi    | Dallara | Mercedes   | Formule 3 Euroseries    |
| Manor Motorsport           | 23 | Sam Bird             | Dallara | Mercedes   | Formule 3 Euroseries    |
| Manor Motorsport           | 24 | Niall Breen          | Dallara | Mercedes   | Formule 3 Euroseries    |
| Manor Motorsport           | 25 | Kazuya Oshima        | Dallara | Mercedes   | Formule 3 Euroseries    |
| SG Formula                 | 26 | Henkie Waldschmidt   | Dallara | Mercedes   | Formule 3 Euroseries    |
| SG Formula                 | 27 | Yann Clairay         | Dallara | Mercedes   | Formule 3 Euroseries    |
| SG Formula                 | 28 | Daniel Ricciardo     | Dallara | Mercedes   | Formule Renault 2.0 WEC |
| HBR Motorsport             | 29 | Basil Shaaban        | Dallara | Mercedes   | Formule 3 Euroseries    |
| HBR Motorsport             | 30 | Daniel Campos-Hull   | Dallara | Mercedes   | Formule 3 Euroseries    |
| Jo Zeller Racing           | 31 | Tom Dillmann         | Dallara | Mercedes   | Formule 3 Euroseries    |
| JTR                        | 33 | Nick Tandy           | Mygale  | Mercedes   | Britse Formule 3        |
| Räikkönen Robertson Racing | 34 | Henry Arundel        | Dallara | Mercedes   | Britse Formule 3        |
| Räikkönen Robertson Racing | 35 | Atte Mustonen        | Dallara | Mercedes   | Britse Formule 3        |
| Räikkönen Robertson Racing | 36 | John Martin          | Dallara | Mercedes   | Britse Formule 3        |
| Carlin Motorsport          | 37 | Brendon Hartley      | Dallara | Mercedes   | Britse Formule 3        |
| Carlin Motorsport          | 38 | Jaime Alguersuari    | Dallara | Mercedes   | Britse Formule 3        |
| Carlin Motorsport          | 39 | Richard Philippe     | Dallara | Mercedes   | Formule 3 Euroseries    |
| Carlin Motorsport          | 40 | Rodolfo González     | Dallara | Mercedes   | Formule 3 Euroseries    |

## Kwalificatie

### Kwalificatie 1
Rijders door naar Groep A in groen

#### Oneven nummers
| Pos | No | Rijder               | Team                       | Tijd     |
| --- | -- | -------------------- | -------------------------- | -------- |
| 1   | 1  | Nico Hülkenberg      | ART Grand Prix             | 1:24.971 |
| 2   | 21 | Stefano Coletti      | Prema Powerteam            | 1:25.148 |
| 3   | 19 | Renger van der Zande | Prema Powerteam            | 1:25.241 |
| 4   | 39 | Richard Philippe     | Carlin Motorsport          | 1:25.427 |
| 5   | 37 | Brendon Hartley      | Carlin Motorsport          | 1:25.446 |
| 6   | 15 | Christian Vietoris   | Mücke Motorsport           | 1:25.472 |
| 7   | 9  | Michael Devaney      | Ultimate Motorsport        | 1:25.584 |
| 8   | 3  | Jon Lancaster        | ART Grand Prix             | 1:25.777 |
| 9   | 33 | Nick Tandy           | JTR                        | 1:25.789 |
| 10  | 17 | Roberto Merhi        | Hitech Racing              | 1:25.805 |
| 11  | 23 | Sam Bird             | Manor Motorsport           | 1:25.823 |
| 12  | 27 | Yann Clairay         | SG Formula                 | 1:26.059 |
| 13  | 35 | Atte Mustonen        | Räikkönen Robertson Racing | 1:26.211 |
| 14  | 5  | Franck Mailleux      | Signature-Plus             | 1:26.321 |
| 15  | 11 | Esteban Guerrieri    | Ultimate Motorsport        | 1:26.352 |
| 16  | 31 | Tom Dillmann         | Jo Zeller Racing           | 1:26.393 |
| 17  | 7  | Martin Plowman       | Signature-Plus             | 1:26.541 |
| 18  | 25 | Kazuya Oshima        | Manor Motorsport           | 1:26.606 |
| 19  | 29 | Basil Shaaban        | HBR Motorsport             | 1:26.798 |

#### Even nummers
| Pos | No | Rijder             | Team                       | Tijd     |
| --- | -- | ------------------ | -------------------------- | -------- |
| 1   | 12 | Mika Mäki          | Mücke Motorsport           | 1:24.485 |
| 2   | 22 | Koudai Tsukakoshi  | Manor Motorsport           | 1:24.586 |
| 3   | 4  | Jules Bianchi      | ART Grand Prix             | 1:24.903 |
| 4   | 38 | Jaime Alguersuari  | Carlin Motorsport          | 1:24.920 |
| 5   | 18 | Dani Clos          | Prema Powerteam            | 1:25.073 |
| 6   | 40 | Rodolfo González   | Carlin Motorsport          | 1:25.138 |
| 7   | 16 | Max Chilton        | Hitech Racing              | 1:25.141 |
| 8   | 26 | Henkie Waldschmidt | SG Formula                 | 1:25.169 |
| 9   | 6  | Edoardo Mortara    | Signature-Plus             | 1:25.195 |
| 10  | 30 | Daniel Campos-Hull | HBR Motorsport             | 1:25.289 |
| 11  | 8  | Jean Karl Vernay   | Signature-Plus             | 1:25.289 |
| 12  | 14 | Erik Janiš         | Mücke Motorsport           | 1:25.386 |
| 13  | 24 | Niall Breen        | Manor Motorsport           | 1:25.447 |
| 14  | 36 | John Martin        | Räikkönen Robertson Racing | 1:25.675 |
| 15  | 28 | Daniel Ricciardo   | SG Formula                 | 1:25.755 |
| 16  | 2  | James Jakes        | ART Grand Prix             | 1:25.884 |
| 17  | 34 | Henry Arundel      | Räikkönen Robertson Racing | 1:26.022 |
| 18  | 10 | Ricardo Teixeira   | Ultimate Motorsport        | 1:26.673 |

### Kwalificatie 2

#### Groep A
| Pos | No | Rijder               | Team                | Tijd     |
| --- | -- | -------------------- | ------------------- | -------- |
| 1   | 1  | Nico Hülkenberg      | ART Grand Prix      | 1:24.280 |
| 2   | 4  | Jules Bianchi        | ART Grand Prix      | 1:24.550 |
| 3   | 19 | Renger van der Zande | Prema Powerteam     | 1:24.640 |
| 4   | 22 | Koudai Tsukakoshi    | Manor Motorsport    | 1:24.813 |
| 5   | 21 | Stefano Coletti      | Prema Powerteam     | 1:24.869 |
| 6   | 16 | Max Chilton          | Hitech Racing       | 1:24.884 |
| 7   | 3  | Jon Lancaster        | ART Grand Prix      | 1:25.044 |
| 8   | 12 | Mika Mäki            | Mücke Motorsport    | 1:25.058 |
| 9   | 37 | Brendon Hartley      | Carlin Motorsport   | 1:25.071 |
| 10  | 30 | Daniel Campos-Hull   | HBR Motorsport      | 1:25.086 |
| 11  | 40 | Rodolfo González     | Carlin Motorsport   | 1:25.109 |
| 12  | 39 | Richard Philippe     | Carlin Motorsport   | 1:25.113 |
| 13  | 38 | Jaime Alguersuari    | Carlin Motorsport   | 1:25.117 |
| 14  | 26 | Henkie Waldschmidt   | SG Formula          | 1:25.139 |
| 15  | 6  | Edoardo Mortara      | Signature-Plus      | 1:25.203 |
| 16  | 15 | Christian Vietoris   | Mücke Motorsport    | 1:25.294 |
| 17  | 17 | Roberto Merhi        | Hitech Racing       | 1:25.299 |
| 18  | 33 | Nick Tandy           | JTR                 | 1:25.452 |
| 19  | 9  | Michael Devaney      | Ultimate Motorsport | 1:25.597 |
| 20  | 18 | Dani Clos            | Prema Powerteam     | 1:26.157 |

#### Groep B
| Pos | No | Rijder            | Team                       | Tijd     |
| --- | -- | ----------------- | -------------------------- | -------- |
| 1   | 31 | Tom Dillmann      | Jo Zeller Racing           | 1:24.860 |
| 2   | 23 | Sam Bird          | Manor Motorsport           | 1:24.900 |
| 3   | 27 | Yann Clairay      | SG Formula                 | 1:25.129 |
| 4   | 35 | Atte Mustonen     | Räikkönen Robertson Racing | 1:25.233 |
| 5   | 2  | James Jakes       | ART Grand Prix             | 1:25.471 |
| 6   | 14 | Erik Janiš        | Mücke Motorsport           | 1:25.502 |
| 7   | 28 | Daniel Ricciardo  | SG Formula                 | 1:25.525 |
| 8   | 36 | John Martin       | Räikkönen Robertson Racing | 1:25.682 |
| 9   | 11 | Esteban Guerrieri | Ultimate Motorsport        | 1:25.725 |
| 10  | 8  | Jean Karl Vernay  | Signature-Plus             | 1:25.729 |
| 11  | 25 | Kazuya Oshima     | Manor Motorsport           | 1:25.789 |
| 12  | 24 | Niall Breen       | Manor Motorsport           | 1:25.921 |
| 13  | 34 | Henry Arundel     | Räikkönen Robertson Racing | 1:25.939 |
| 14  | 29 | Basil Shaaban     | HBR Motorsport             | 1:26.160 |
| 15  | 7  | Martin Plowman    | Signature-Plus             | 1:26.349 |
| 16  | 5  | Franck Mailleux   | Signature-Plus             | 1:26.565 |
| 17  | 10 | Ricardo Teixeira  | Ultimate Motorsport        | 1:27.207 |

### Startgrid
| 1  | Nico Hülkenberg      | ART Grand Prix             |
| 2  | Jules Bianchi        | ART Grand Prix             |
| 3  | Renger van der Zande | Prema Powerteam            |
| 4  | Koudai Tsukakoshi    | Manor Motorsport           |
| 5  | Stefano Coletti      | Prema Powerteam            |
| 6  | Max Chilton          | Hitech Racing              |
| 7  | Jon Lancaster        | ART Grand Prix             |
| 8  | Mika Mäki            | Mücke Motorsport           |
| 9  | Brendon Hartley      | Carlin Motorsport          |
| 10 | Daniel Campos-Hull   | HBR Motorsport             |
| 11 | Rodolfo González     | Carlin Motorsport          |
| 12 | Richard Philippe     | Carlin Motorsport          |
| 13 | Jaime Alguersuari    | Carlin Motorsport          |
| 14 | Henkie Waldschmidt   | SG Formula                 |
| 15 | Edoardo Mortara      | Signature-Plus             |
| 16 | Christian Vietoris   | Mücke Motorsport           |
| 17 | Roberto Merhi        | Hitech Racing              |
| 18 | Nick Tandy           | JTR                        |
| 19 | Michael Devaney      | Ultimate Motorsport        |
| 20 | Dani Clos            | Prema Powerteam            |
| 21 | Tom Dillmann         | Jo Zeller Racing           |
| 22 | Sam Bird             | Manor Motorsport           |
| 23 | Yann Clairay         | SG Formula                 |
| 24 | Atte Mustonen        | Räikkönen Robertson Racing |
| 25 | James Jakes          | ART Grand Prix             |
| 26 | Erik Janiš           | Mücke Motorsport           |
| 27 | Daniel Ricciardo     | SG Formula                 |
| 28 | John Martin          | Räikkönen Robertson Racing |
| 29 | Esteban Guerrieri    | Ultimate Motorsport        |
| 30 | Jean Karl Vernay     | Signature-Plus             |
| 31 | Kazuya Oshima        | Manor Motorsport           |
| 32 | Niall Breen          | Manor Motorsport           |
| 33 | Henry Arundel        | Räikkönen Robertson Racing |
| 34 | Basil Shaaban        | HBR Motorsport             |
| 35 | Martin Plowman       | Signature-Plus             |
| 36 | Franck Mailleux      | Signature-Plus             |
| 37 | Ricardo Teixeira     | Ultimate Motorsport        |

## Race
| Positie | Nr. | Rijder               | Team                       | Ronden | Tijd/Verschil | Grid |
| ------- | --- | -------------------- | -------------------------- | ------ | ------------- | ---- |
| 1       | 4   | Jules Bianchi        | ART Grand Prix             | 28     | 45:19.275     | 2    |
| 2       | 1   | Nico Hülkenberg      | ART Grand Prix             | 28     | +4.495        | 1    |
| 3       | 3   | Jon Lancaster        | ART Grand Prix             | 28     | +20.539       | 3    |
| 4       | 12  | Mika Mäki            | Mücke Motorsport           | 28     | +27.030       | 8    |
| 5       | 37  | Brendon Hartley      | Carlin Motorsport          | 28     | +34.170       | 9    |
| 6       | 35  | Atte Mustonen        | Räikkönen Robertson Racing | 28     | +40.536       | 24   |
| 7       | 23  | Sam Bird             | Manor Motorsport           | 28     | +53.861       | 22   |
| 8       | 38  | Jaime Alguersuari    | Carlin Motorsport          | 28     | +57.479       | 13   |
| 9       | 40  | Rodolfo González     | Carlin Motorsport          | 28     | +1:03.294     | 11   |
| 10      | 8   | Jean Karl Vernay     | Signature-Plus             | 28     | +1:10.049     | 30   |
| 11      | 14  | Erik Janiš           | Mücke Motorsport           | 28     | +1:14.649     | 26   |
| 12      | 9   | Michael Devaney      | Ultimate Motorsport        | 28     | +1:14.810     | 19   |
| 13      | 34  | Henry Arundel        | Räikkönen Robertson Racing | 28     | +1:18.153     | 33   |
| 14      | 7   | Martin Plowman       | Signature-Plus             | 28     | +1:20.051     | 35   |
| 15      | 6   | Edoardo Mortara      | Signature-Plus             | 28     | +1:27.377     | 15   |
| 16      | 31  | Tom Dillmann         | Jo Zeller Racing           | 27     | +1 ronde      | 21   |
| 17      | 2   | James Jakes          | ART Grand Prix             | 27     | +1 ronde      | 25   |
| 18      | 15  | Christian Vietoris   | Mücke Motorsport           | 27     | +1 ronde      | 16   |
| 19      | 11  | Esteban Guerrieri    | Ultimate Motorsport        | 27     | +1 ronde      | 29   |
| 20      | 25  | Kazuya Oshima        | Manor Motorsport           | 27     | +1 ronde      | 31   |
| 21      | 16  | Max Chilton          | Hitech Racing              | 26     | +2 ronden     | 6    |
| 22      | 24  | Niall Breen          | Manor Motorsport           | 26     | +2 ronden     | 32   |
| 23      | 36  | John Martin          | Räikkönen Robertson Racing | 26     | +2 ronden     | 28   |
| 24      | 27  | Yann Clairay         | SG Formula                 | 25     | +3 ronden     | 23   |
| DNF     | 21  | Stefano Coletti      | Prema Powerteam            | 24     | Uitgevallen   | 5    |
| DNF     | 33  | Nick Tandy           | JTR                        | 23     | Uitgevallen   | 18   |
| DNF     | 17  | Roberto Merhi        | Hitech Racing              | 21     | Uitgevallen   | 17   |
| DNF     | 30  | Daniel Campos-Hull   | HBR Motorsport             | 19     | Uitgevallen   | 10   |
| DNF     | 39  | Richard Philippe     | Carlin Motorsport          | 16     | Uitgevallen   | 12   |
| DNF     | 26  | Henkie Waldschmidt   | SG Formula                 | 15     | Uitgevallen   | 14   |
| DNF     | 18  | Dani Clos            | Prema Powerteam            | 6      | Uitgevallen   | 20   |
| DNF     | 22  | Koudai Tsukakoshi    | Manor Motorsport           | 1      | Uitgevallen   | 4    |
| DNF     | 19  | Renger van der Zande | Prema Powerteam            | 0      | Uitgevallen   | 3    |
| DNF     | 28  | Daniel Ricciardo     | SG Formula                 | 0      | Uitgevallen   | 27   |
| DNF     | 29  | Basil Shaaban        | HBR Motorsport             | 0      | Uitgevallen   | 34   |
| DNF     | 5   | Franck Mailleux      | Signature-Plus             | 0      | Uitgevallen   | 36   |
| DNF     | 10  | Ricardo Teixeira     | Ultimate Motorsport        | 0      | Uitgevallen   | 37   |

1991 · 1992 · 1993 · 1994 · 1995 · 1996 · 1997 · 1998 · 1999 · 2000 · 2001 · 2002 · 2003 · 2004 · 2005 · 2006 · 2007 · 2008 · 2009 · 2010 · 2011 · 2012 · 2013 · 2014 · 2015 · 2016
Lijst van coureurs